# Miosi
La miosi è la diminuzione del diametro della pupilla per contrazione del muscolo costrittore della pupilla. Si può avere miosi per cause fisiologiche, patologiche e farmacologiche.
Il fenomeno contrario alla miosi, cioè l'ingrandimento del diametro pupillare, è detto midriasi, ed è un fenomeno simpatico mediato dal ganglio cervicale superiore. Miosi e midriasi formano il riflesso pupillare alla luce.

## Caratteristiche

Risposta pupillare alla luce

È un fenomeno fisiologico, che avviene in risposta a stimoli luminosi intensi. Questo riflesso è consensuale: la presenza di uno stimolo luminoso diretto a un solo occhio causa costrizione di entrambe le pupille. La miosi si realizza per azione nervosa parasimpatica mesencefalica sul muscolo costrittore della pupilla.
Lo stimolo luminoso viene registrato dalla retina, e attraverso il tratto ottico accessorio giunge al nucleo pretettale. Questo nucleo invia fibre ai nuclei di Edinger-Westphal sia ipsilaterale sia controlaterale (questo fatto spiega la consensualità del riflesso di miosi, ovvero anche quando la luce colpisce soltanto un occhio si contraggono entrambe le pupille). Il nucleo di Edinger-Westphal invia fibre parasimpatiche pregangliari, che decorrono nel nervo oculomotore comune per giungere al ganglio ciliare. Qui le fibre instaurano sinapsi con i neuroni del ganglio, che invia fibre postgangliari parasimpatiche che attraverso i nervi ciliari brevi giungono sino al muscolo costrittore della pupilla.

## Schema riassuntivo
| Retina → | Nervo ottico → | Tratto ottico accessorio → | Nucleo pretettale ⇒ | Nucleo di Edinger-Westphal → | Ganglio ciliare → | Muscolo costrittore della pupilla |
| -------- | -------------- | -------------------------- | ------------------- | ---------------------------- | ----------------- | --------------------------------- |

## Cause patologiche di miosi
La miosi può essere anche un fenomeno patologico con cause differenti, tra cui:
- Paralisi del sistema simpatico cervicale
- Lesioni neurologiche di origine tabetica
- Fattori tossici (quali ad esempio il gas nervino) o intossicazione da farmaci, in particolare oppiacei e derivati (es. overdose da eroina o morfina)
- Intossicazione micotica come la sindrome Muscarina (ingestione di tossine presenti nell'Amanita muscaria)
- Lesioni oculari o contusioni del bulbo oculare
- Lesioni alle ossa che costituiscono l'orbita
- Traumi al collo e alla colonna vertebrale
- Trauma cranico
- Paralisi inferiore del plesso brachiale (sindrome monolaterale di Horner)
- Coma ipoglicemico (in fase avanzata).

L'asimmetria del riflesso di miosi (anisocoria) può indicare una lesione traumatica o vascolare a livello del mesencefalo.

## Cause farmacologiche di miosi
La miosi può essere provocata in modo farmacologico, a scopo terapeutico o diagnostico, mediante l'instillazione nel sacco congiuntivale (applicazione di collirio) di pilocarpina, eserina o altri farmaci miotici.